# Подорожник (торгова мережа)

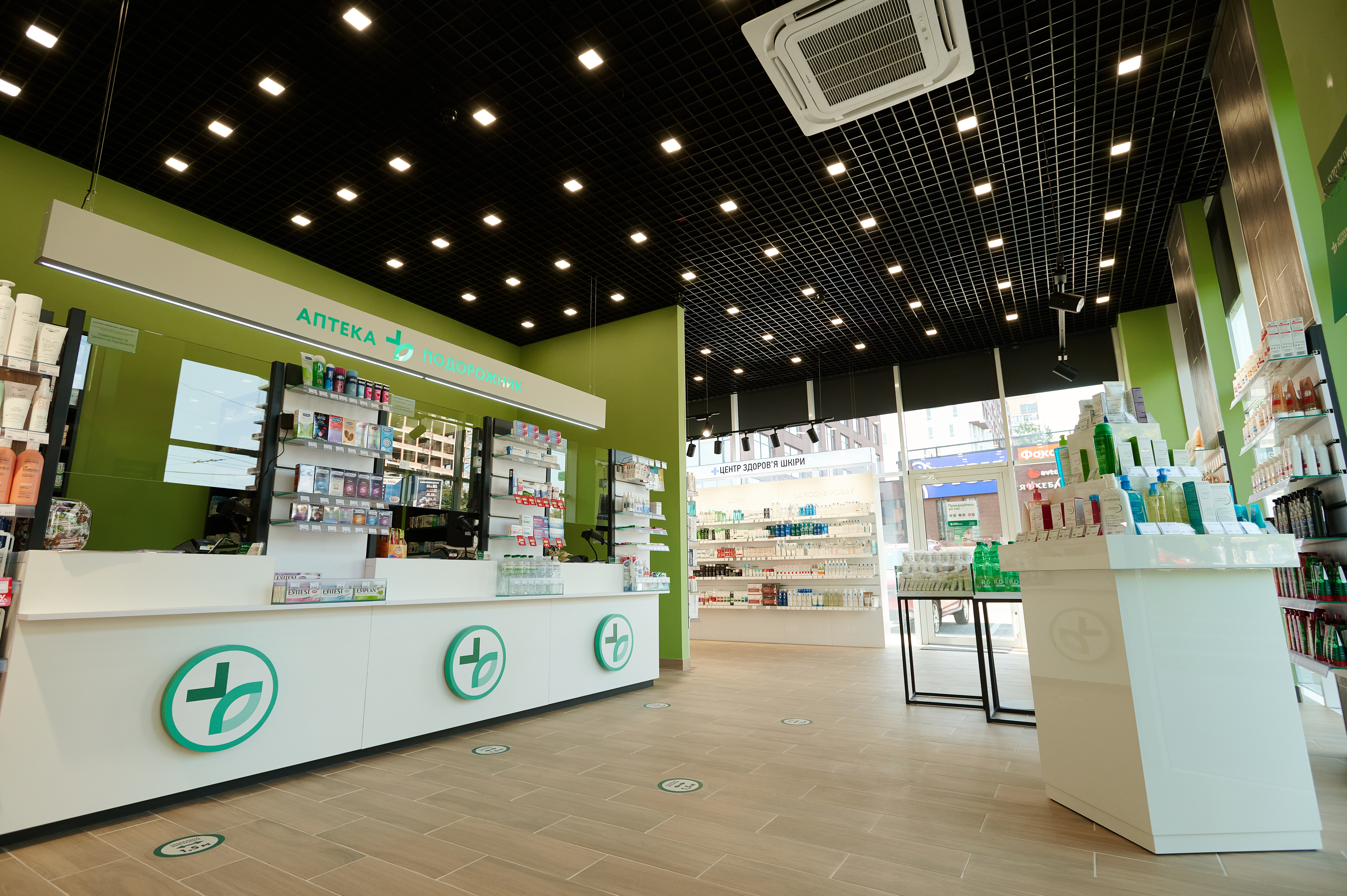
Інтер'єр

«Подорожник» — одна з найбільших аптечних мереж України, заснована 1999 року у Львові. Станом на 2025 рік об'єднує понад 2100 аптек.

## Історія
Заснована у Львові 1999 року бізнесменом Олександром Федечком.
Спочатку діяла під назвою «Добра аптека», згодом — «Дешева аптека». У 2009 році отримала сучасну назву «Подорожник».
У 2013 році мережа розпочала експансію за межі Львівської області.
У 2019—2020 рр. мережа відкрила 489 нових закладів.
У 2021 році компанія відкрила 1000-ну аптеку, найбільше мережа представлена в західних областях.
За даними Proxima Research, на початок 2024 року «Подорожник» — найбільша мережа за кількістю магазинів в Україні, але за сумою виторгу її переважає мережа АНЦ — третя за кількістю аптек.
Асоціація рітейлерів України в дослідженні перших 10 місяців 2024 року відзначила мережу аптек «Подорожник», як лідера за розширенням у цей період, всього за січень–жовтень 2024 року мережа додала 370 нових локацій, а всього за 2024 рік — 435 нових аптек.
Станом на 2025 рік мережа налічує 2106 аптек по всій Україні, об'єднуючи також бренди «Джерела Здоров'я», «БАМ» та «Сплеск здоров'я». У компанії працює понад 12 000 людей. Кількість клієнтів мережі за рік у 2024 році перевищила 20 мільйонів.
Власниками мережі є львівський бізнесмен Олександр Федечко, а також його батьки Ярослав та Ніна Федечки. Окрім аптечного бізнесу, родина також займається нерухомістю.

## Нагороди
- 2016 — найкраща мережа в Україні від професійного конкурсу «Панацея»[7]